# МСК-1
МСК-1 — советский прицепной однорядный капустоуборочный комбайн. Предназначен для сплошной уборки кочанной капусты средних и поздних сортов, доведения её до товарного вида и погрузки в грузовой транспорт. МСК-1 стал первой в СССР машиной, чьё качество обрезки кочанов сравнилось с качеством ручной обрезки.

## Принцип работы
МСК-1 может работать по двум схемам:
- Доработка кочанов до товарного вида на комбайне и последующая погрузка в грузовой транспорт. Для работы по этой схеме на поле подготавливают поворотные полосы шириной 12 м на концах гона, а также полосы шириной 8 м с обеих сторон убираемого участка для прохода комбайна и грузовика.
- Погрузка необработанных кочанов в грузовой транспорт для отправки на хранение или сортировальный пункт.

Комбайн срезает кочаны под корень, отрывает розеточные листья и направляет кочаны на стол инспекции, где рабочие их осматривают и обрабатывают. Ширина захвата — 0,7 м. Производительность — до 0,18 га/ч. Для нормальной работы машины поступательная скорость агрегата должна держаться около 2,8 км/ч, частота вращения вала отбора мощности трактора — 535 об/мин. Обрезка большей части зелёных листьев достигается установкой зазора в пределах 50-80 мм между выравнивающими шнеками. Нижнюю ветвь стропного транспортёра относительно плоскости среза дисковых ножей регулируют направляющими звездочками в пределах 115-135 мм. Ведомый вал приёмного транспортёра должен быть установлен на высоте 400-500 мм над землёй. Ходовые колёса комбайна управляемы и соединены гидромеханической системой с управляемыми колёсами трактора.